# Robert Alidosi
Robert Alidosi (italià: Roberto Alidosi) fou senyor i vicari pontifici d'Imola per breu pontifícia del 29 de desembre de 1350. El 1356 fou capità de l'exèrcit del Papa. Va morir a Imola el 29 de novembre de 1362. Es va casar amb Michelina (anomenada Melchina) Malatesta, filla de Malatesta III Malatesta, senyor de Pesaro, i en segones noces amb Giacoma Pepoli, filla de Zerra Pepoli, comte de Castiglione de la casa dels senyors de Bolonya, i fou pare d'Azzo Alidosi i Bertrando Alidosi, i del bisbe Litto Alidosi, el bisbe Guillem Alidosi, i el senyor Lippo Alidosi, entre d'altres (catorze en total).